# Helictotrichon natalense
Helictotrichon natalense är en gräsart som först beskrevs av Otto Stapf, och fick sitt nu gällande namn av Herold Georg Wilhelm Johannes Schweickerdt. Helictotrichon natalense ingår i släktet Helictotrichon och familjen gräs. Inga underarter finns listade i Catalogue of Life.